# Anian z Aleksandrii
Anian z Aleksandrii, również Anian Aleksandryjski (zm. ok. 85 w Aleksandrii) – drugi biskup Aleksandrii (ok. 68–85), święty Kościoła katolickiego, prawosławnego i koptyjskiego.

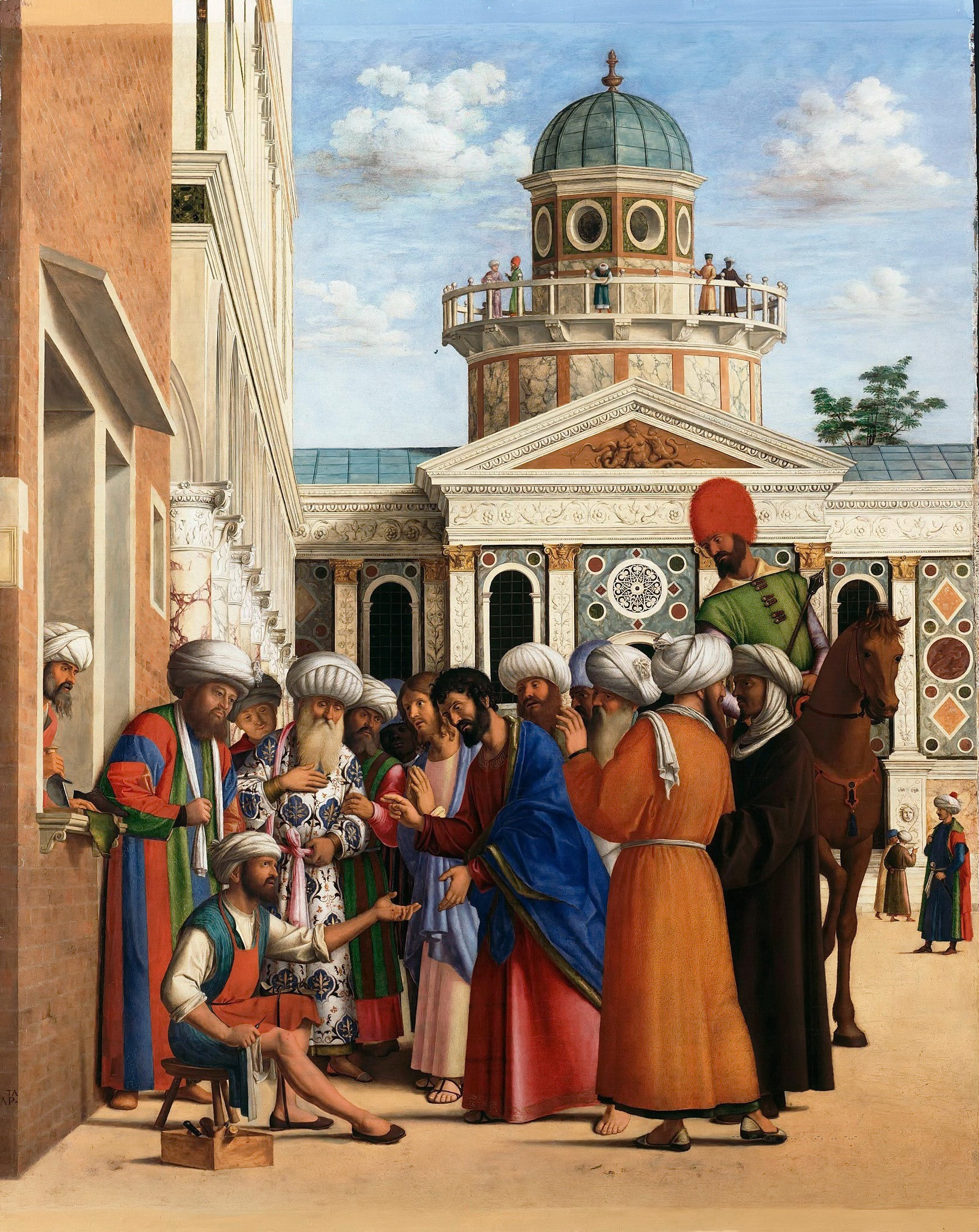
Św. Anian na obrazie Cima da Conegliano.

Był pierwszym następcą św. Marka Ewangelisty. Urząd ten miał sprawować wedle różnych źródeł przez okres od 17 do 22 lat.
Jego Wspomnienie liturgiczne w Kościele katolickim obchodzone jest 25 kwietnia.
Syryjski Kościół Ortodoksyjny, z uwagi na liturgię według kalendarza juliańskiego, wspomina św. Aniana 25 kwietnia/8 maja, tj. 8 maja według kalendarza gregoriańskiego.
Koptyjski Kościół Ortodoksyjny obchodzi dzień pamięci 16/29 listopada, tj. 20 Hathor według kalendarza koptyjskiego odpowiednio do kalendarza juliańskiego.